# Edward Paredes
Edward Miguel Paredes (nacido el 30 de septiembre de 1986 en Villa Riva) es un lanzador dominicano de ligas menores que es agente libre. Jugó en la Major League Baseball (MLB) para Los Angeles Dodgers en 2017 y 2018.

## Carrera
Comenzó su carrera profesional en 2005 con la Liga Dominicana de Verano, terminando con récord de 3-0 con una efectividad de 2.02 y un salvamento en 12 partidos.
En 2006 Paredes jugó para los DSL Marines, siendo la segunda temporada consecutiva en hacerlo. Terminó con récord de 3-3 con 14 salvamentos y una efectividad de 2.63 en 24 partidos. Participó en la Arizona Fall League al final de la temporada.
Paredes dividió la temporada 2007 entre Everett AquaSox y en Triple-A  con los Tacoma Rainiers. Empezó la temporada el 14 de junio con los Rainiers e hizo una sola apertura, sin permitir ni hit ni carreras. Al día siguiente fue trasferido a AquaSox donde lideró la Northwest League en victorias con siete y entradas lanzadas con 85 entradas y dos tercios de trabajo. Fue seleccionado para el equipo All-Star de Post-Temporada Equipo de la Northwest League. Paredes fue seleccionado Lanzador Más Valioso de Everett por los Marineros de Seattle. Volvió a participar en la Arizona Fall League.
Comenzó la temporada de 2008 en Clase-A con los Wisconsin Timber Rattlers donde tuvo récord de 7-11 con una efectividad de 4.63 en 25 juegos, 24 aperturas. Tuvo 91 ponches en 116 entradas y dos tercios lanzadas. Fue promovido a Doble-A con los West Tenn Diamond Jaxx el 22 de agosto. Tuvo récord de 1-1 con los Diamond Jaxx en dos partidos, ambos como abridor.
Paredes dividió la temporada 2009 en Clase-A avanzada con los High Desert Mavericks y en Doble-A con los Diamond Jaxx. Terminó con un total de 8-4 con una efectividad de 4.99 y 66 ponches en 45 partidos, tres aperturas. Lo colocaron en el roster de 40 jugadores de los Marineros el 20 de noviembre.
Fue designado para asignación por Seattle en el 29 de junio de 2011.